# Plutajući restoran
Plutajući restoran, vrsta plutajućeg objekta, po Pravilniku o plutajućim objektima, odnosno Pomorskom zakoniku RH. Namjena mu nije plovidba, nego služi u turističko-ugostiteljske svrhe kao restoran. Namjena mu je komercijalna za ugostiteljstvo. Nema pogonskoga motora. Stalno je privezan ili usidren na rijeci, jezeru ili moru, a po potrebi se premješta drugim plovnim objektom.